# Buhlakî, Bobrovîțea
Buhlakî (în ucraineană Буглаки) este un sat în comuna Svîdoveț din raionul Bobrovîțea, regiunea Cernihiv, Ucraina.

## Demografie
Componența lingvistică a localității Buhlakî
     Ucraineană (100%)
Conform recensământului din 2001, toată populația localității Buhlakî era vorbitoare de ucraineană (100%).